# Mount Fraser (berg i Sydgeorgien och Sydsandwichöarna)
Mount Fraser är ett berg i Sydgeorgien och Sydsandwichöarna (Storbritannien). Det ligger i den nordvästra delen av Sydgeorgien och Sydsandwichöarna. Toppen på Mount Fraser är 1 611 meter över havet, eller 1 017 meter över den omgivande terrängen. Bredden vid basen är 8,8 km. Mount Fraser ingår i Salvesen Range.
Terrängen runt Mount Fraser är varierad. Havet är nära Mount Fraser åt sydväst.  Trakten runt Mount Fraser är nära nog obefolkad, med mindre än två invånare per kvadratkilometer. Det finns inga samhällen i närheten. Trakten runt Mount Fraser består i huvudsak av gräsmarker.